# Hiéroglyphe égyptien S29
Pour les articles homonymes, voir Linge.

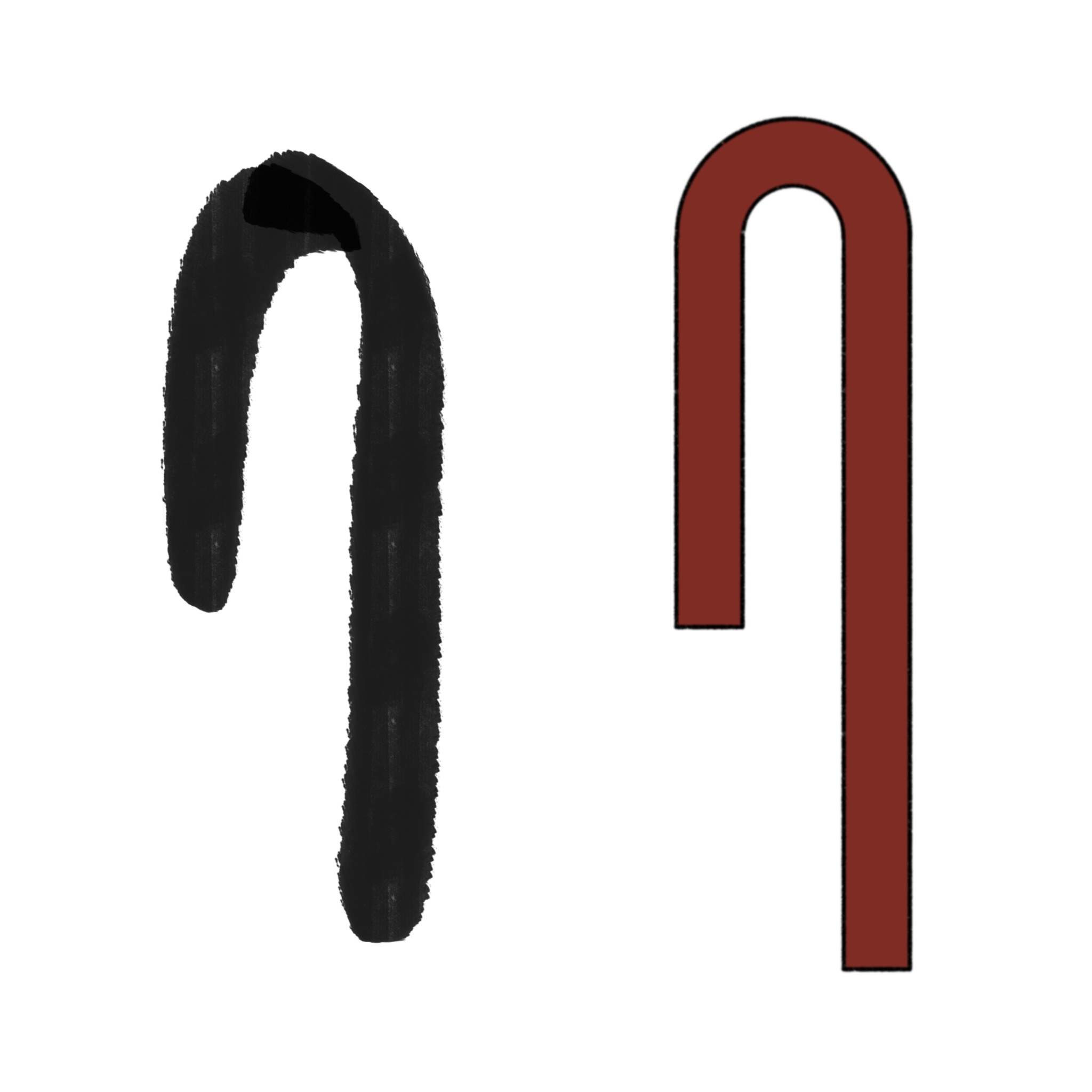
Version hiératique et hiéroglyphique

Le linge, en hiéroglyphes égyptiens, est classifié dans la section S « Couronnes, vêtements, sceptres, etc. » de la liste de Gardiner ; il y est noté S29.

## Représentation
Il représente une pièce de linge pliée, peut être utilisé comme mouchoir. Il est translittéré s.

## Utilisation
| d | A | i | s |

| d | A | i | s |

| s | n · b |

| s | n · b |

| S34 | U28 | S29 |

| S34 | U28 | S29 |

| S34 | U28 | S29 |

| S34 | U28 | S29 |

C'est un phonogramme unilitère de valeur s.

## Exemples de mots

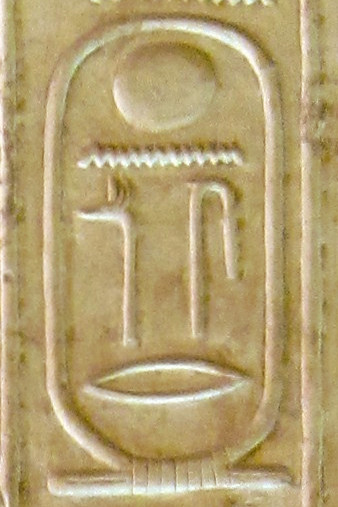

| s | E9 | w |

| s | E9 | w |

| i | M40 | s | F44 | w |

| i | M40 | s | F44 | w |

| x · n | nm | m | s | A21 | A1 |

| x · n | nm | m | s | A21 | A1 |